# Youth in Revolt
Youth in Revolt (en España, Rebelión adolescente; en Hispanoamérica, La chica de mis sueños) es una película del 2009 basada en la novela homónima de C. D. Payne. Fue dirigida por Miguel Arteta y el guion fue escrito por Gustin Nash junto a C. D. Payne. El protagonista es Michael Cera, quien interpreta a Nick Twisp, un joven de 16 años que, mientras sus padres están a punto de divorciarse, mantiene su mirada en Sheeni Saunders, la chica de sus sueños. Además de Cera, cuenta con las actuaciones de Steve Buscemi y Ray Liotta.
Fue estrenada en el Festival Internacional de Cine de Toronto del 2009 y el 8 de enero de 2010 en los cines de Estados Unidos. 

## Sinopsis
Nick Twisp (Michael Cera) es un cínico joven virgen de 16 años obsesionado con una chica. Durante una de sus vacaciones en una casa rodante, conoce a Sheeni (Portia Doubleday), una chica inteligente. Los únicos que interfieren en su camino son Trent (Jonathan B. Wright) el escritor de poesía y exnovio de Sheeni, sus padres temperamentales divorciados (Steve Buscemi y Jean Smart) y los novios de su madre (Zach Galifianakis y Ray Liotta). Cuando Nick se da cuenta de que Sheeni no está interesada en él, aparece un alter ego llamado Francois, que se parece a Nick, pero con ojos celestes, bigote, una voz más profunda y una actitud de "chico malo" que lo ayuda. Pero Francois está fuera de control y termina metiendo a Nick en problemas. Aunque, al final, ayuda a que Nick pierda al fin la virginidad con Sheeni.

## Reparto
- Michael Cera es Nick Twisp, un cínico adolescente de 16 años obsesionado con el sexo / François Dillinger, el antagonista de la película, un "chico malo".
- Portia Doubleday es Sheeni Saunders, la inteligente chica que Nick pretende conquistar.
- Jean Smart es Estelle Twisp, la neurótica madre de Nick.
- Mary Kay Place es la madre de Sheeni, muy religiosa.
- Zach Galifianakis es Jerry, el arrogante novio de Estelle.
- Justin Long es Paul Saunders, el drogado hermano mayor de Sheeni.
- Ray Liotta es Lance Wescott, un policía fascista de Oakland.
- Steve Buscemi es George Twisp, el irritable padre de Nick.
- M. Emmet Walsh es Mr. Saunders.
- Jonathan B. Wright es Trent Preston, el novio poeta de Sheeni a quien Nick desprecia.
- Erik Knudsen es Leroy "Lefty", el mejor amigo de Nick.
- Adhir Kalyan es Vijay Joshi, un indio republicano que se hace amigo de Nick.
- Fred Willard es Judd Ferguson, vecino de Nick.
- Ari Graynor es Lacey, la joven amante de 19 años de George Twisp.
- Rooney Mara es Taggarty, amiga de Sheeni y compañera de cuarto en su nueva escuela.
- Jade Fusco es Bernice Lynch, una chica utilizada por Nick.

## Recibimiento
La película recibió críticas positivas en general. Según el medidor de reseñas Rotten Tomatoes, un 68% de los críticos le dieron una calificación positiva, basándose en 155 reseñas, con un promedio de 6,4 sobre 10.

## Producción
La producción de la película comenzó el 7 de junio del 2008. A pesar de su edad, Michael Cera es elegido para el papel del protagonista Nick Twisp de 16 años. Portia Doubleday es elegida como la chica de Nick, Sheeni; Steve Buscemi como George, el temperamental padre de Nick; Jean Smart como Estelle, la madre neurótica de Nick, y Ray Liotta como el oficial Lance Wescott, el fascista novio de Estelle.
Más tarde, Justin Long, Fred Willard, Erik Knudsen, Zach Galifianakis y Mary Kay Place se unieron al reparto en los papeles de Paul, el hermano de Sheeni; el Sr. Ferguson; Lefty, el mejor amigo de Nick, y Jerry, uno de los novios de Estelle, respectivamente.
Muchas escenas de la película fueron rodadas en Míchigan, incluidas Detroit, Wixom, Hazel Park, Ann Arbor, South Lyon, Royal Oak, Lake Leelanaue Interlochen.
La Motion Picture Association of America le otorgó la clasificación R, debido al "contenido y lenguaje sexual, y la utilización de drogas".